# Шуйский уезд Замосковного края
Шуйский уезд — историческая административно-территориальная единица Замосковного края Московского царства.

## Границы
Уезд был окружён Суздальским уездом, на севере имел также границу с Дуниловской дворцовой волостью, а на востоке с Палешской волостью — анклавом Владимирского уезда и Лушским уездом.

## История
Известен с 16 века. В ходе Губернской реформы Петра I уезд вошел в состав Московской губернии. В ходе второй Петровской областной реформы уезд стал частью Юрьев-Польской провинции. В результате Губернской реформы Екатерины II границы уезда были изменены и новый Шуйский уезд стал частью Владимирского наместничества (с 1796 года губернии). 

## Административно-территориальное деление
Волости Шуйского уезда в 17 веке:
1. Волость Борисоглебская. Часть уезда по правому берегу р. Тезы. Название от Борисоглебской слободы — первоначального названия г. Шуи.
2. Волость Телешовская. Часть уезда по левому берегу р. Тезы. Название от с. Телешова на р. Тезе (нынешний погост Ильинский).

## См.также
- Шуйский уезд после 1778 года